# Es leuchten die Sterne
Es leuchten die Sterne ist ein deutscher Revuefilm aus dem Jahre 1938 von Hans H. Zerlett mit einer von der Tänzerin La Jana angeführten Starbesetzung.

## Handlung
Mathilde Birk hat – so lange sie zurückdenken kann – einen großen Traum: Sie will unbedingt Schauspielerin werden und beim Film groß herauskommen. Bislang hat sie es lediglich zur Stenotypistin gebracht. Jetzt aber will sie durchstarten. Sie wirft ihre Arbeitsstelle hin, trennt sich von ihrem Freund und geht nach Berlin, wo sie hofft, „entdeckt“ zu werden. Im Filmatelier angekommen, wo gerade gedreht wird, stellt sie sich dem Aufnahmeleiter Knutz vor und verlangt sogleich, eine Rolle zu bekommen. Aber nicht etwa nur einen Auftritt in der Komparserie, nein vielmehr soll es schon von Anbeginn etwas Größeres sein. Dieser Zahn wird ihr jedoch recht schnell gezogen, und Mathilde wird klar, dass auch sie ganz von unten anfangen muss. Gleich zu Beginn lernt sie Carla Walten und deren Freund Werner Baumann kennen, die hier ebenfalls als Komparsen beschäftigt sind. Wie Mathilde trieb auch die beiden die Hoffnung, Stars zu werden, einst zum Film. Doch dieser Traum ist längst ausgeträumt, und das Paar ist froh, wenigstens ein bisschen Filmluft schnuppern zu können.
Am Set gibt es vielerlei Probleme. Der Regisseur Hans Holger ist in einer Szene mit der Leistung seiner Hauptdarstellerin Lisa Marven nicht zufrieden. Er findet, sie sei zu alt für die Rolle und auch zu wenig vielseitig. Ganz Star, macht die Marven ihrem Regisseur daraufhin am Set eine gewaltige Szene, ist sie es doch nicht gewohnt, derart gerüffelt und kritisiert zu werden. Für die ehrgeizige Mathilde scheint dies die Chance ihres Lebens, und sie nimmt allen Mut zusammen und spricht Regisseur Holger daraufhin an. Sie sei die Richtige für die Rolle, findet sie und erreicht es, dass er verspricht, mit ihr Probeaufnahmen anzufertigen. Doch als Holger Mathilde im Gespräch mit Carla sieht, ist er sofort Feuer und Flamme für die ihm unbekannte Komparsin und gibt dieser nach einer kurzen Begutachtung die Hauptrolle. Carla Walten lebt völlig auf in dem Gefühl, dass nun endlich der Durchbruch zum Greifen nah sei und vernachlässigt daraufhin ihren Freund Werner, der sich zurückgestoßen fühlt.
Werner glaubt, dass sich mehr als nur Berufliches zwischen seiner Carla und ihrem Entdecker und Regisseur anbahnt, zumal Carla Abend für Abend mit diesem zusammenhockt, um die Szenen für den nächsten Tag durchzugehen. Werner sucht daraufhin auf dem anstehenden Filmball die direkte Konfrontation mit Hans Holger. Bei der folgenden Rauferei bricht Holger sich den Unterarm. Carla erklärt Werner daraufhin, dass für sie beider Beziehung beendet sei und stellt sich auf Holgers Seite. Doch der macht ihr klar, dass seine ganze und einzige Liebe der Film sei.
Währenddessen hat sich Mathilde mit dem Oberbeleuchter Brandt angefreundet und beginnt die Welt des Films realistischer zu betrachten. Der einfache und ehrliche Mann ist verliebt in sie und macht ihr einen Heiratsantrag. Mathilde antwortet ihm, dass sie nicht glaube, dass ein beim Film arbeitender Mensch treu sein könne. Brandt will ihr das Gegenteil beweisen, und beide besuchen das trauliche Eheglück des dreifachen Familienvaters Knutz daheim. Mathilde sieht ein, dass ein trautes Heim an der Seite eines ehrlichen Ehemanns viel mehr wert ist als jede noch so berauschende Filmkarriere und gibt Brandt ihr Jawort.

## Produktionsnotizen
Es leuchten die Sterne, eine Neuverfilmung des frühen Tonfilms von 1930 Die große Sehnsucht, gilt als der Inbegriff des deutschen Revuefilms und besitzt dank der Mitwirkung von rund drei Dutzend Prominenter des Dritten Reichs aus Entertainment und Sport eine Stardichte, wie man sie zuvor oder danach nie mehr wieder sehen konnte. Der Drehbeginn fiel auf den 27. November 1937, die letzte Klappe auf den 22. Januar 1938. Gedreht wurde in den Tobis-Ateliers in Berlin-Johannisthal. Die Uraufführung des Films fand am 17. März 1938 im Berliner Capitol statt. Der enorme kommerzielle Erfolg des Streifens führte dazu, dass Es leuchten die Sterne kurz nach der deutschen Premiere auch in zahlreichen anderen Staaten (so beispielsweise am 20. Mai 1938 in den USA) gezeigt wurde.
Die 17-jährige Berliner Debütantin Vera Bergman, die die weibliche Hauptrolle der Carla Walten spielt, wanderte wenig später nach Italien aus und trat dort seit dem Zweiten Weltkrieg in einer Fülle von Filmen auf. Es leuchten die Sterne sollte ihre einzige deutsche Produktion bleiben. Bei den in Deutschland weitgehend unbekannten Norwegern Fridtjof Mjøen und Paal Roschberg handelte es sich um einen Schauspieler respektive einen Sänger und Tänzer. Rosita Serrano, in Deutschland bekannt als „die chilenische Nachtigall“, gab hier ihr Filmdebüt. Leo Leux, der die Kernmusik zu diesem Film komponierte, ist in einer Szene auch als Komponist am Klavier zu sehen. Die Tänze wurden vom gebürtigen Polen Anthony Nellé, einst erster Solotänzer in Warschau und Tanzpartner von Anna Pawlowa, einstudiert. Die Musiktexte lieferten Regisseur Zerlett, der als Texter unter dem Pseudonym Hans Hannes arbeitete, und der langjährige Liedautor Michael Jarys, Bruno Balz. Es spielte das Orchester Corny Ostermann. Die Produktionsleitung nahmen Helmut Schreiber und Carl W. Tetting wahr. Die Gesamtausstattung beaufsichtigte Reichsbühnenbildner Benno von Arent, dessen letzte Filmtätigkeit dies war. Die Filmbauten entwarf Karl Machus, ausgeführt wurden sie von Bruno Monden. Die Kostüme kreierte Maria Pommer-Pohl, für den Ton sorgte Hans Rütten. Max W. Kimmich und Alfons von Plessen assistierten Regisseur Zerlett, Heinz Ritter wirkte an dieser Produktion als Standfotograf.
Es singen Rosita Serrano und Rose Rauch, es tanzen La Jana, Paal Roschberg, Ursula Deinert, Fred Becker, Hedi und Margot Höpfner sowie das Hiller-Ballett. Einen weiteren Auftritt haben die Londoner Dagenham Girl Pipers, eine rein weibliche Dudelsack-Combo.
Die Idee, zahlreiche Filmstars mit Gastrollen als Rahmen für eine Geschichte aus dem Showgeschäft einzusetzen, wurde vor allem in Hollywoodproduktionen der 1930er und 1940er Jahre wie etwa Wir schalten um auf Hollywood, Star Spangled Rhythm, Hollywood-Kantine oder Ein tolles Gefühl immer wieder umgesetzt.
Die deutsche Fernsehpremiere war am 25. Oktober 1982 im DFF 1.

## Musiknummern
- Das ist Berlin! (Musik: Leo Leux/Hans Hannes (H. H. Zerlett), Text: B. Balz)
- Die Sonne hat’s so gut gemeint (Musik: Leux/Hannes, Text: Balz)
- Es leuchten die Sterne (Musik: Leux/Hannes, Text: Balz)
- Haben Sie den neuen Hut von Fräulein Molly schon gesehen? (Musik: Leux/Hannes, Text: Balz)
- Hände hoch! (Musik: Leux/Hannes, Text: Balz)
- Kleine Mama, wie geht es ihrem Baby? (Musik: Leux/Hannes, Text: Balz)
- Liebe, hochverehrte Großmama (Musik: Matthias Perl/Hannes, Text: Balz)
- Nacht muß es sein (Musik: Ernst Kirsch/Hannes, Text: Balz)

Von diesen Musikstücken wurde vor allem das Titellied Es leuchten die Sterne ein veritabler Gassenhauer. Die Lieder erschienen im Beboton-Verlag, Berlin.

## Kritik
„Film angeschaut. Es leuchten die Sterne … Eine großzügige Revue mit schönen Frauen, Tänzen, Chansons. Keine Kunst, aber gute Unterhaltung.“

Die Neue Freie Presse schrieb anlässlich der Wiener Erstaufführung am 24. Juni 1938: „Ein Film vom Film — wie er noch nicht da war! Hier können Sie einmal zusehen, wie eine große Filmrevue entsteht. Hier lernen Sie einmal den Film-Atelierbetrieb in allen Einzelheiten kennen. Hier erleben Sie einmal alle die vom Film, die Sie sonst nicht sehen: Regisseur, Aufnahmeleiter, Kameramann, Beleuchter, Assistenten und Komparsen bei ihrer anstrengenden Arbeit. Hier sehen Sie, was alles dazugehört, um einen großen Film zu schaffen. Sie erleben in einer dramatischen Spielhandlung die Entdeckung eines Stars und gewinnen Einblicke in das Wunderwesen Film, die Sie außergewöhnlich fesseln werden.“
Paimann’s Filmlisten befanden: „Das Leben Filmschaffender ist in nicht immer genügend motivierten, aber charakteristischen Episoden vorgeführt, die lose aneinandergereiht und recht unvermittelt enden. Ziemlich großzügige Revuebilder sind geschickt eingebaut, zerreißen aber doch häufig das rein Handlungsmäßige und werden zu sehr Selbstzweck“.

„Der Film Es leuchten die Sterne war nicht konventionell, sein Titel machte ebenso Karriere wie die junge Komparsin in dem Filmgeschehen. (…) Bei aller Vielfalt der Nebenhandlungen und Impressionen hielt doch ein festes Handlungsgerippe dies alles zusammen. […] Übrigens konnte der Film auf Hunderte von arbeitslosen „Karriere-Anwärtern“ eher deprimierend wirken.“

Hal Erickson nannte den Streifen im AllMovie Guide eine „star-studded musical revue“ und eine „glorified vaudeville show“.

„Unerhebliche Rahmenhandlung für einen Revuefilm, in dem sich zahlreiche Stars des deutschen Films der 30er Jahre sehen und hören lassen. Eine üppige Selbstdarstellung der NS-Unterhaltungsindustrie.“

Das große Personenlexikon des Films erinnerte an den großen Kassenerfolg des Streifens. Dort heißt es über Regisseur Zerlett: „Bald galt er als Garant für massentaugliche und kassenträchtige Leinwandunterhaltung; vor allem der Weißkittelroman „Arzt aus Leidenschaft“, der Zirkusstreifen „Truxa“ und der stargespickte Revueklassiker „Es leuchten die Sterne“ – die beiden letztgenannten Filme machten die Tänzerin La Jana zum neuen Kinoidol – erfreuten sich beim Publikum außerordentlicher Beliebtheit.“